# Puccinia limnodeae
Puccinia limnodeae ist eine Ständerpilzart aus der Ordnung der Rostpilze (Pucciniales). Der Pilz ist ein Endoparasit des Süßgrases Limnodea arkansa. Symptome des Befalls durch die Art sind Rostflecken und Pusteln auf den Blattoberflächen der Wirtspflanzen. Sie ist ein Endemit Texas’.

## Merkmale

### Makroskopische Merkmale
Puccinia limnodeae ist mit bloßem Auge nur anhand der auf der Oberfläche des Wirtes hervortretenden Sporenlager zu erkennen. Sie wachsen in Nestern, die als gelbliche bis braune Flecken und Pusteln auf den Blattoberflächen erscheinen.

### Mikroskopische Merkmale
Das Myzel von Puccinia limnodeae wächst wie bei allen Puccinia-Arten interzellulär und bildet Saugfäden, die in das Speichergewebe des Wirtes wachsen. Aecien oder Spermogonien der Art sind nicht bekannt. Die gelbbraunen Uredien des Pilzes wachsen oberseitig auf den Wirtsblättern. Seine gelbbraunen bis fast hyalinen Uredosporen sind 20–24 × 16–20 µm groß, zumeist breitellipsoid bis eiförmig und fein stachelwarzig. Die blattunterseitig wachsenden Telien der Art sind schwarzbraun und lang bedeckt. Die gold- bis hell haselnussbraunen Teliosporen sind zweizellig, in der Regel länglich bis langellipsoid und 33–42 × 17–23 µm groß. Ihre Stiele sind goldbraun und kurz.

## Verbreitung
Das bekannte Verbreitungsgebiet von Puccinia limnodeae umfasst lediglich Texas.

## Ökologie
Die Wirtspflanze von Puccinia limnodeae ist Limnodea arkansa. Der Pilz ernährt sich von den im Speichergewebe der Pflanzen vorhandenen Nährstoffen, seine Sporenlager brechen später durch die Blattoberfläche und setzen Sporen frei. Die Art verfügt über einen Entwicklungszyklus, von dem bislang lediglich Telien und Uredien sowie deren Wirt bekannt sind; Spermogonien und Aecien konnten dem Pilz nicht zugeordnet werden.